# Omophagus
Omophagus is een geslacht van kevers uit de familie van de loopkevers (Carabidae). De wetenschappelijke naam van het geslacht is voor het eerst geldig gepubliceerd in 1937 door Andrewes.

## Soorten
Het geslacht Omophagus is monotypisch en omvat slechts de volgende soort:
- Omophagus artus Andrewes, 1937